# (1171) Rusthawelia
(1171) Rusthawelia ist ein Asteroid des Hauptgürtels, der am 3. Oktober 1930 vom belgischen Astronomen Sylvain Julien Victor Arend in Ukkel entdeckt wurde. 
Der Asteroid wurde nach dem georgischen Dichter Schota Rustaweli benannt.
Der am 14. März 1904 von Max Wolf entdeckte Asteroid hieß ursprünglich A904 EB, dann Adelaide. Da er aber nicht mehr wiedergefunden werden konnte, wurde der Name anderweitig an (525) Adelaide vergeben. Erst 1958 wurde bemerkt, dass der von Max Wolf 1904 beschriebene Asteroid am 3. Oktober 1930 erneut entdeckt worden war. Er erhielt den Namen (1171) Rusthawelia.